# Voleibol nos Jogos Olímpicos de Verão de 1972 - Feminino
O torneio feminino de voleibol nos Jogos Olímpicos de Verão de 1972 foi realizado no Volleyballhalle, Munique, entre 27 de agosto e 7 de setembro e organizado pela Federação Internacional de Voleibol (FIVB) em conjunto com o Comitê Olímpico Internacional (COI).

## Medalhistas
A União Soviética foi campeã olímpica de voleibol, derrotando o Japão na final. A Coreia do Norte ganhou o bronze frente à Coreia do Sul.
|  | URS União Soviética |  | JPN Japão |  | PRK Coreia do Norte |
|  | Vera Galushka-Duyunova Tatyana Ponyayeva-Tretyakova Nina Smoleyeva Roza Salikhova Lyudmila Buldakova Tatyana Gonobobleva Lyubov Tyurina Galina Leontyeva Inna Ryskal Tatyana Sarycheva Lyudmila Borozna Nataliya Kudreva |  | Sumie Oinuma Noriko Yamashita Seiko Shimakage Makiko Furukawa Takako Iida Katsumi Matsumura Michiko Shiokawa Takako Shirai Mariko Okamoto Keiko Hama Yaeko Yamazaki Toyoko Iwahara |  | Ri Chun-ok Kim Myong-suk Kim Zung-bok Kang Ok-sun Kim Yeun-ja Hwang He-suk Jang Ok-rim Paek Myong-suk Ryom Chun-ja Kim Su-dae Jong Ok-jin |

## Qualificação
| Torneio de qualificação      | Data                                | Sede             | Vagas | Qualificados       |  |
| ---------------------------- | ----------------------------------- | ---------------- | ----- | ------------------ |  |
| País-sede                    | 26 de abril de 1966                 | Roma             | 1     | Alemanha Ocidental |  |
| Jogos Olímpicos de 1968      | 13–26 de outubro de 1968            | Cidade do México | 1     | União Soviética    |  |
| Campeonato Mundial de 1970   | 22 de setembro–2 de outubro de 1970 | Varna            | 1     | Japão              |  |
| Campeonato Mundial de 1970   | 22 de setembro–2 de outubro de 1970 | Varna            | 1     | Coreia do Norte    |  |
| Campeonato Mundial de 1970   | 22 de setembro–2 de outubro de 1970 | Varna            | 1     | Hungria            |  |
| Jogos Asiáticos de 1970      | 10–19 de outubro de 1970            | Bangcoc          | 1     | Coreia do Sul      |  |
| Campeonato Europeu de 1971   | 23 de setembro–1 de outubro de 1971 | Reggio Emilia    | 1     | Checoslováquia     |  |
| Jogos Pan-americanos de 1971 | 31 de julho–11 de agosto de 1971    | Cali             | 1     | Cuba               |  |
| Total                        |                                     |                  | 8     |                    |  |

## Composição dos grupos
| Grupo A            | Grupo B         |
| ------------------ | --------------- |
| Hungria            | Cuba            |
| Coreia do Sul      | Checoslováquia  |
| União Soviética    | Japão           |
| Alemanha Ocidental | Coreia do Norte |

## Fase de grupos
Na fase de grupos, as seleções jogaram entre si repartidas em dois grupos de quatro equipas cada. Os dois melhores apuraram-se para as semifinais.
- Placar de 3–0 ou 3–1: 3 pontos para o vencedor, nenhum para o perdedor;
- Placar de 3–2: 2 pontos para o vencedor, 1 para o perdedor.

### Grupo A
|  | Equipes classificadas para as semifinais |

|     |                    |     | Jogos | Jogos | Jogos | Resultados | Resultados | Resultados | Resultados | Resultados | Resultados | Sets | Sets | Sets  | Pontos | Pontos | Pontos |
| Pos | Equipe             | Pts | T     | V     | D     | 3–0        | 3–1        | 3–2        | 2–3        | 1–3        | 0–3        | V    | P    | R     | V      | P      | R      |
| --- | ------------------ | --- | ----- | ----- | ----- | ---------- | ---------- | ---------- | ---------- | ---------- | ---------- | ---- | ---- | ----- | ------ | ------ | ------ |
| 1   | União Soviética    | 9   | 3     | 3     | 0     | 1          | 2          | 0          | 0          | 0          | 0          | 9    | 2    | 4.500 | 159    | 96     | 1.656  |
| 2   | Coreia do Sul      | 6   | 3     | 2     | 1     | 2          | 0          | 0          | 0          | 1          | 0          | 7    | 3    | 2.333 | 127    | 99     | 1.283  |
| 3   | Hungria            | 3   | 3     | 1     | 2     | 1          | 0          | 0          | 0          | 1          | 1          | 4    | 6    | 0.667 | 114    | 131    | 0.870  |
| 4   | Alemanha Ocidental | 0   | 3     | 0     | 3     | 0          | 0          | 0          | 0          | 0          | 3          | 0    | 9    | 0,000 | 61     | 135    | 0.452  |

Ordenamento da classificação: 1) Número de vitórias; 2) Pontos; 3) Razão de sets; 4) Razão de pontos; 5) Confronto direto.
- 27 de agosto

|                 |     |                    |                      |  |
| Hungria         | 3-0 | Alemanha Ocidental | 15-8 15-11 15-9      |  |
| União Soviética | 3-1 | Coreia do Sul      | 11-15 15-8 15-7 15-7 |  |

- 29 de agosto

|                 |     |                    |                  |  |
| Coreia do Sul   | 3-0 | Hungria            | 15-7 15-13 15-11 |  |
| União Soviética | 3-0 | Alemanha Ocidental | 15-5 15-7 15-9   |  |

- 31 de agosto

|                 |     |                    |                       |  |
| União Soviética | 3-1 | Hungria            | 15-12 15-2 13-15 15-9 |  |
| Coreia do Sul   | 3-0 | Alemanha Ocidental | 15-2 15-8 15-2        |  |

### Grupo B
|  | Equipes classificadas para as semifinais |

|     |                 |     | Jogos | Jogos | Jogos | Resultados | Resultados | Resultados | Resultados | Resultados | Resultados | Sets | Sets | Sets  | Pontos | Pontos | Pontos |
| Pos | Equipe          | Pts | T     | V     | D     | 3–0        | 3–1        | 3–2        | 2–3        | 1–3        | 0–3        | V    | P    | R     | V      | P      | R      |
| --- | --------------- | --- | ----- | ----- | ----- | ---------- | ---------- | ---------- | ---------- | ---------- | ---------- | ---- | ---- | ----- | ------ | ------ | ------ |
| 1   | Japão           | 9   | 3     | 3     | 0     | 3          | 0          | 0          | 0          | 0          | 0          | 9    | 0    | MAX   | 136    | 56     | 2.429  |
| 2   | Coreia do Norte | 6   | 3     | 2     | 1     | 2          | 0          | 0          | 0          | 0          | 1          | 6    | 3    | 2,000 | 119    | 76     | 1.566  |
| 3   | Cuba            | 3   | 3     | 1     | 2     | 0          | 1          | 0          | 0          | 0          | 2          | 3    | 7    | 0.429 | 73     | 140    | 0.521  |
| 4   | Checoslováquia  | 0   | 3     | 0     | 3     | 0          | 0          | 0          | 0          | 1          | 2          | 1    | 9    | 0.111 | 85     | 141    | 0.603  |

Ordenamento da classificação: 1) Número de vitórias; 2) Pontos; 3) Razão de sets; 4) Razão de pontos; 5) Confronto direto.
- 28 de agosto

|                 |     |                 |                |  |
| Coreia do Norte | 3-0 | Cuba            | 15-1 15-8 15-3 |  |
| Japão           | 3-0 | Tchecoslováquia | 15-1 15-7 15-9 |  |

- 30 de agosto

|                 |     |                 |                |  |
| Japão           | 3-0 | Cuba            | 15-2 15-3 15-5 |  |
| Coreia do Norte | 3-0 | Tchecoslováquia | 15-3 15-7 15-8 |  |

- 1 de setembro

|       |     |                 |                        |  |
| Cuba  | 3-1 | Tchecoslováquia | 6-15 15-12 15-10 15-13 |  |
| Japão | 3-0 | Coreia do Norte | 15-3 15-12 16-14       |  |

## Fase final
Na fase final as seleções disputaram, no máximo, mais três jogos (para as equipas que discutiram as medalhas), em formato de eliminatória.
|  | Semifinal       | Semifinal       |   |               | Final               | Final |  |
|  |                 |                 |   |               |                     |       |  |
|  | 29 de julho     |                 |   |               |                     |       |  |
|  | Coreia do Sul   | 0               |   |               |                     |       |  |
|  | Japão           | 3               |   |               |                     |       |  |
|  |                 |                 |   |               |                     |       |  |
|  |                 |                 |   |               | 30 de julho         |       |  |
|  |                 |                 |   |               | Japão               | 2     |  |
|  |                 | União Soviética | 3 |               |                     |       |  |
|  |                 |                 |   |               |                     |       |  |
|  |                 |                 |   |               |                     |       |  |
|  |                 |                 |   |               | Disputa pelo bronze |       |  |
|  | 29 de julho     | 29 de julho     |   | 30 de julho   | 30 de julho         |       |  |
|  | União Soviética | 3               |   | Coreia do Sul | 0                   |       |  |
|  | Coreia do Norte | 1               |   |               | Coreia do Norte     | 3     |  |

Semifinais
- 2 de setembro — semi-finais

|                 |     |                 |                       |  |
| Japão           | 3-0 | Coreia do Sul   | 15-3 15-5 15-9        |  |
| União Soviética | 3-1 | Coreia do Norte | 15-10 16-14 7-15 15-8 |  |

- 2 de setembro — disputa pelo 5º lugar

|         |     |                    |                              |  |
| Cuba    | 3-0 | Alemanha Ocidental | 15-11 15-13 17-15            |  |
| Hungria | 3-2 | Tchecoslováquia    | 15-9 13-15 11-15 15-10 15-11 |  |

Finais
- 7 de setembro — jogo de classificação 7-8

|                 |     |          |                  |  |
| Tchecoslováquia | 3-0 | Alemanha | 15-13 15-4 16-14 |  |

- 7 de setembro — jogo de classificação 5-6

|         |     |      |                             |  |
| Hungria | 3-2 | Cuba | 15-9 14-16 16-14 15-5 15-11 |  |

- 7 de setembro — jogo de classificação 3-4

|                 |     |               |                |  |
| Coreia do Norte | 3-0 | Coreia do Sul | 15-7 15-9 15-9 |  |

- 7 de setembro — final

|                 |     |       |                             |  |
| União Soviética | 3-2 | Japão | 15-11 4-15 15-11 9-15 15-11 |  |

## Classificação final
Esta foi a classificação final do torneio:
| Pos.              | Equipe             |
| ----------------- | ------------------ |
| Medalha de ouro   | União Soviética    |
| Medalha de prata  | Japão              |
| Medalha de bronze | Coreia do Norte    |
| 4                 | Coreia do Sul      |
| 5                 | Hungria            |
| 6                 | Cuba               |
| 7                 | Checoslováquia     |
| 8                 | Alemanha Ocidental |